# Dick Celeste
Richard Frank "Dick" Celeste, född 11 november 1937 i Cleveland, Ohio, är en amerikansk demokratisk politiker och diplomat. Han var den 64:e guvernören i delstaten Ohio 1983-1991.
Celeste utexaminerades 1959 från Yale University. Han åkte 1961 till Oxford efter att ha fått ett Rhodesstipendium. I England träffade han Dagmar Ingrid Braun. Paret gifte sig 1962 i Österrike. Dagmar och Dick Celeste fick sex barn och skilde sig 1995. Celeste gifte sedan om sig med Jacqueline Lundquist och har ytterligare ett barn från det andra äktenskapet.
Efter återkomsten från England fick Celeste arbete som medarbetare åt USA:s ambassadör i Indien, John Kenneth Galbraith. Celeste var viceguvernör i Ohio 1975-1979. Han förlorade guvernörsvalet 1978 mot ämbetsinnehavaren Jim Rhodes. Han var direktör för Fredskåren 1979-1981.
Celeste besegrade kongressledamoten Bud Brown i guvernörsvalet 1982. Tidigare guvernören Rhodes utmanade sedan honom utan framgång i guvernörsvalet 1986.
USA:s president Bill Clinton utnämnde 1997 Celeste till ambassadör i Indien. Han återvände 2001 till USA. Celeste är rektor vid Colorado College sedan 2002.